# استاروبابیچوو
استاروبابیچوو (انگلیسی: Starobabichevo) یک شهرک در شهرستان کارماسکالینسکی استان باشقیرستان کشور روسیه است.